# Nekro
NEKRO este un film românesc de lung metraj  realizat în anul 1997 de Nicolas Masson.

## Distribuție
- Dan Aștilean
- Aneta Bancu
- Zoltan Butuc
- Dan Condurache
- Constantin Cotimanis
- Iulia Gavril
- Roxana Guttman
- Ion Haiduc
- Rona Hartner
- George Ivașcu
- Adrian Lapadat
- Nicolas Masson
- Stefan Sileanu
- Valentin Teodosiu
- Răzvan Vasilescu